# Обличчя Бо
Обличчя Бо (іноді Лице Бо) — персонаж британського науково-фантастичного телевізійного серіалу «Доктор Хто». Не зображений на екрані жодним актором, Обличчя Бо є цілком механічним ефектом, нагадуючи гігантську людську голову з вивітреним обличчям та численними вусиками замість волосся, що закінчуються круглими стручкоподібними утвореннями. Зазвичай він перебуває у прозорому запечатаному контейнері, прилаштованому на рухомому цоколі. Обличчя просто мугикав у серії «Кінець світу», спілкувався телепатично у «Новій Землі» та «Заторі», та розмовляв єдиний раз наприкінці, озвучений Струаном Роджером. У «Новій Землі» зазначається, що йому, за легендою, мільйони років (а згідно з «Затором», мільярди); однак, коли його запитують про це, він відповідає навідним запитанням про неможливість його віку. В «Останньому Володарі Часу» було запропоновано, щоб Обличчя Бо був майбутнім Джеком Гаркнессом.

## Поява у серіалі
Доктор зустрічав Обличчя Бо (як і планувалося спочатку) тричі. У «Кінці світу» (2005), дія якого відбувається за п'ять мільярдів років у майбутньому, Обличчя Бо спонсорував безпечний перегляд руйнування Землі через збільшення Сонця. Захід було саботовано, але Обличчя Бо вижив разом із більшістю гостей завдяки втручанню Дев'ятого Доктора.
У «Новій Землі» (2006) Обличчя Бо явно помирає від старості в лікарні Нового Нью-Йорка в рік п'ять мільярдів 23. Його доглядальниця, одна з Сестер Рясноти, послушниця Хейм, каже Десятому Докторові, що спляче Обличчя іноді співає «давні пісні», які вона чує телепатично, та розповідає легенду про те, що просто перед смертю Обличчя відкриє свою найбільшу таємницю «такому ж, як він», «мандрівникові без дому», «самотньому богові» (такому, як Доктор). Коли Доктор запитує Обличчя Бо про легенду, Обличчя Бо заявляє, що «велика таємниця» може зачекати їхньої третьої та останньої зустрічі, та загадково телепортується геть у невідомому напрямку.
Остання очікувана поява Обличчя Бо сталася у «Заторі» (2007), в рік п'ять мільярдів 53, за деякий час після спричиненої новим препаратом-настроєм чуми, що стерла майже все життя на Новій Землі. Він використовував свою життєву енергію, щоб живити нижнє місто Нового Нью-Йорка, що було відрізане від решти планети заради порятунку вцілілих від тепер вимерлого вірусу. Обличчя Бо потребував Докторової допомоги для звільнення людей з нижнього міста, і він використав свою останню життєву енергію на забезпечення електрики для розпечатування виходів. Як і казала легенда, початково згадана у спін-офі[якому?], небо (нижнього міста) розкололося просто перед смертю Обличчя Бо. Протягом своїх останніх секунд Обличчя Бо відкриває свою велику таємницю Докторові: «Ти не сам» (англ. You are not alone). Доктор каже своїй супутниці, Марті Джонс, що Обличчя Бо помилився, але згодом з'ясовується, що дійсно є інший Володар Часу — Майстер вижив у Війні Часу.
В епізоді «Кінець світу» Обличчя Бо описується як той, що має значний вплив у галактичних колах і прибув зі «Срібного Спустошення». У «Злому вовку», дія якого відбувається у MMII столітті, про нього кажуть як про «найстаршого мешканця галактики Айзоп» (англ. Isop — місцезнаходження планети Вортіс у «Планеті-тенетах»). У «Довготривалій грі», дія якої відбувається 100 роками раніше (наймолодша поява Обличчя), телеканал доповідає, що він вагітний «дитиною Бо» (англ. Baby Boemina), хоча правдивість новин Супутника-5 у цьому епізоді ставиться під сумнів. У «Новій Землі» зазначається, що Обличчя Бо є останнім зі свого виду, а «вид Бо» (англ. Boekind) вимер задовго до цього. Доктор також коментує, що Обличчю Бо може бути понад п'ять мільярдів років.

## Можливе походження
В епізоді «Останній Володар Часу» безсмертний мандрівник у часі капітан Джек Гаркнесс турбується про те, як він виглядав би, проживши «мільйони років», тому що, хоча він не може померти, він досі старіє, хоча й повільно. Він каже Докторові та Марті Джонс, що це марнославство, тому що як першого з півострова Бошейн (англ. Boeshane), хто долучився до Агентства Часу, його було зображено на обкладинці, прославивши його як «Обличчя Бо».
Сценарист Рассел Т. Девіс у коментарях до епізоду назвав зміст цієї сцени «теорією» походження Обличчя Бо, змусивши виконавчого продюсера Джулі Гарднер закликати його «припинити задній хід» стосовно однаковості двох персонажів. Девіс також сказав, що після написання сцени він додав рядок до запису дубляжу «Затору», в якому Обличчя Бо називає Доктора «старим другом». Девіс не бажав робити відношення між Джеком і Бо явним, заявивши, що «мить, коли це стало б занадто правильно чи хибно, знищила б жарт». Він відмовився публікувати спін-оф новели та комікси, в яких була спроба остаточно пов'язати їх.